# Zeitungsleser im Hausgärtchen
Zeitungsleser im Garten, auch Die Morgenlektüre genannt, ist ein kleines Ölgemälde von Carl Spitzweg. Es befindet sich heute im Museum Pfalzgalerie Kaiserslautern. Die Datierung des Gemäldes ist nicht ganz sicher. Es entstand im Zeitraum 1845 bis 1858. Die Signatur Carl Spitzwegs, ein S im Rhombus, befindet sich vorne rechts im Mauerwerk.

## Bildinhalt
Ein in einen dunkelroten Morgenmantel gewandeter Zeitungsleser hat sich in seinen abgeschiedenen Gartenbereich zurückgezogen. Eine hohe, von der Sonne beschienene Mauer trennt seinen Garten von dem des Nachbargrundstücks. An der Mauer befindet sich links ein Rankgerüst, das dicht von Clematis bewachsen ist. Weiter vorne im Bild steht auf der rechten Seite eine Laube, die mit Wein berankt ist. Sie wölbt sich über einen Tisch, auf der das Frühstücksgeschirr steht. Die lange Tabakspfeife ist an die Bank gelehnt.
Der Zeitungsleser hebt sich dunkel vor der hell erleuchteten Wand ab. Die Augenbrauen sind hochgezogen, der Unterkiefer ist leicht vorgeschoben, so, als missbillige er, was er in der Zeitung liest, die er in der Hand hält. Morgenmantel und Kaffeegeschirr weisen den Zeitungsleser als wohlhabenden Bürger aus. Kaffee war zum Entstehungszeitpunkt des Bildes noch ein Getränk wohlhabender Bürger.

## Hintergrund
Das Bild wirkt auf den heutigen Betrachter vorwiegend idyllisch. Vor dem geschichtlichen Hintergrund der Revolution von 1848 bietet dieses Bild jedoch auch eine kritische Aussage. Als Revolutionen von 1848/49 werden die Aufstände und bürgerlich-revolutionären Erhebungen gegen die zu dieser Zeit herrschenden Mächte der Restauration und deren politische und soziale Strukturen in mehreren Ländern Mitteleuropas bezeichnet. Initialzündung der Unruhen war unter anderem die französische Februarrevolution von 1848 und die Ausrufung der Zweiten französischen Republik. In einzelnen Regionen eskalierte das Geschehen bis hin zu zwischenstaatlichen Kriegen (in Norditalien im ersten italienischen Unabhängigkeitskrieg und in Holstein/Schleswig/Dänemark im ersten Schleswig-Holsteinischen Krieg), oder nahm bürgerkriegsähnliche Ausmaße an (z. B. Wien: Oktober 1848, während der Reichsverfassungskampagne in Baden: Mai bis Juli 1849, Sachsen: Mai 1849 oder der Pfalz: Mai/Juni 1849, sowie in Ungarn: März bis Oktober 1849). Die Erhebungen waren in den jeweiligen Staaten und Regionen von unterschiedlicher Intensität und Dauer. Spätestens im Oktober 1849 endeten die letzten revolutionären Kämpfe mit der endgültigen Kapitulation der ungarischen Unabhängigkeitsbewegung dieser Zeit.
Die Niederschlagung der Aufstände ging mit einer weitgehenden Einschränkung bürgerlicher Rechte einher. Zeitungen und Lesegesellschaften wurden verboten oder nur nach strenger Zensur publiziert. Selbst das Rauchen auf öffentlichen Plätzen und Straßen war untersagt. Angesichts der unruhigen Zeiten des deutschen Vormärzes war es für den einzelnen Bürger ratsam, sich politisch nicht zu äußern. Allein der Rückzug in den privaten Raum bot die Möglichkeit, sich vor der Zensur zu schützen. Unbeobachtet und fernab der Gesellschaft kann der Zeitungsleser wenigstens mimisch seine Missbilligung über das zum Ausdruck bringen, was in der Zeitung steht. Silke Friedrich Sander bezeichnet den Zeitungsleser, der im Garten seinem gemütlichen Laster frönt, als einen Systemkritiker, ja gar als einen Anarchisten im Morgenmantel. In dieser Zeit war jedoch auch das Ansehen von Zeitungslesern selbst in Frage gestellt.